# Строгов, Юлиян
Юлиян Михайлов Строгов (болг. Юлиян Михайлов Строгов; род. 28 марта 1972, Добрич) — болгарский боксёр, представитель наилегчайшей весовой категории. Выступал за сборную Болгарии по боксу на всём протяжении 1990-х годов, бронзовый призёр чемпионата мира, обладатель серебряной медали чемпионата Европы, победитель и призёр многих турниров международного значения, участник двух летних Олимпийских игр.

## Биография
Юлиян Строгов родился 28 марта 1972 года в городе Добрич, Болгария. Проходил подготовку в местном боксёрском клубе «Добруджа Добрич».
Впервые заявил о себе на международной арене в сезоне 1988 года, когда вошёл в состав болгарской национальной сборной и одержал победу на юниорском турнире «Серебряная лодка» в Польше.
В 1990 году выступил на чемпионате Европы среди юниоров в Чехословакии.
Начиная с 1991 года боксировал на взрослом уровне, в частности стал серебряным призёром международного турнира Intercup в Германии и завоевал бронзовую медаль на чемпионате мира в Сиднее, где на стадии полуфиналов наилегчайшего веса должен был встретиться с представителем КНДР Чхве Чхоль Су, но не вышел на бой из-за травмы.
Благодаря череде удачных выступлений удостоился права защищать честь страны на летних Олимпийских играх 1992 года в Барселоне — в категории до 51 кг благополучно прошёл первого соперника по турнирной сетке, тогда как во втором бою в 1/8 финала со счётом 7:19 потерпел поражение от американца Тима Остина.
В 1993 году боксировал на чемпионате Европы в Бурсе, проиграв в четвертьфинале азербайджанцу Ровшану Гусейнову.
В 1996 году побывал на европейском первенстве в Вайле, откуда привёз награду серебряного достоинства, выигранную в зачёте наилегчайшей весовой категории — в решающем финальном поединке уступил россиянину Альберту Пакееву. Находясь в числе лидеров боксёрской команды Болгарии, прошёл отбор на Олимпийские игры в Атланте — на сей раз был выбит из борьбы за медали уже в стартовом поединке.
Впоследствии Юлиян Строгов ещё в течение нескольких лет оставался в основном составе болгарской национальной сборной и продолжал принимать участие в крупнейших международных турнирах. Так, в 1997 году он выступил на Мемориале Феликса Штамма в Польше и на чемпионате мира в Будапеште, где в 1/16 финала был побеждён российским боксёром Ильфатом Разяповым.
В 1999 году стал бронзовым призёром Кубка короля в Бангкоке, боксировал на мировом первенстве в Хьюстоне.